# Nguyễn Văn Thiệu
Nguyễn Văn Thiệu, né le 5 avril 1923 à Phan Rang et mort le 29 septembre 2001 à Boston, est un général et homme d'État vietnamien, président de la république du Viêt Nam (Sud Viêt Nam) de 1967 à 1975.

## Biographie

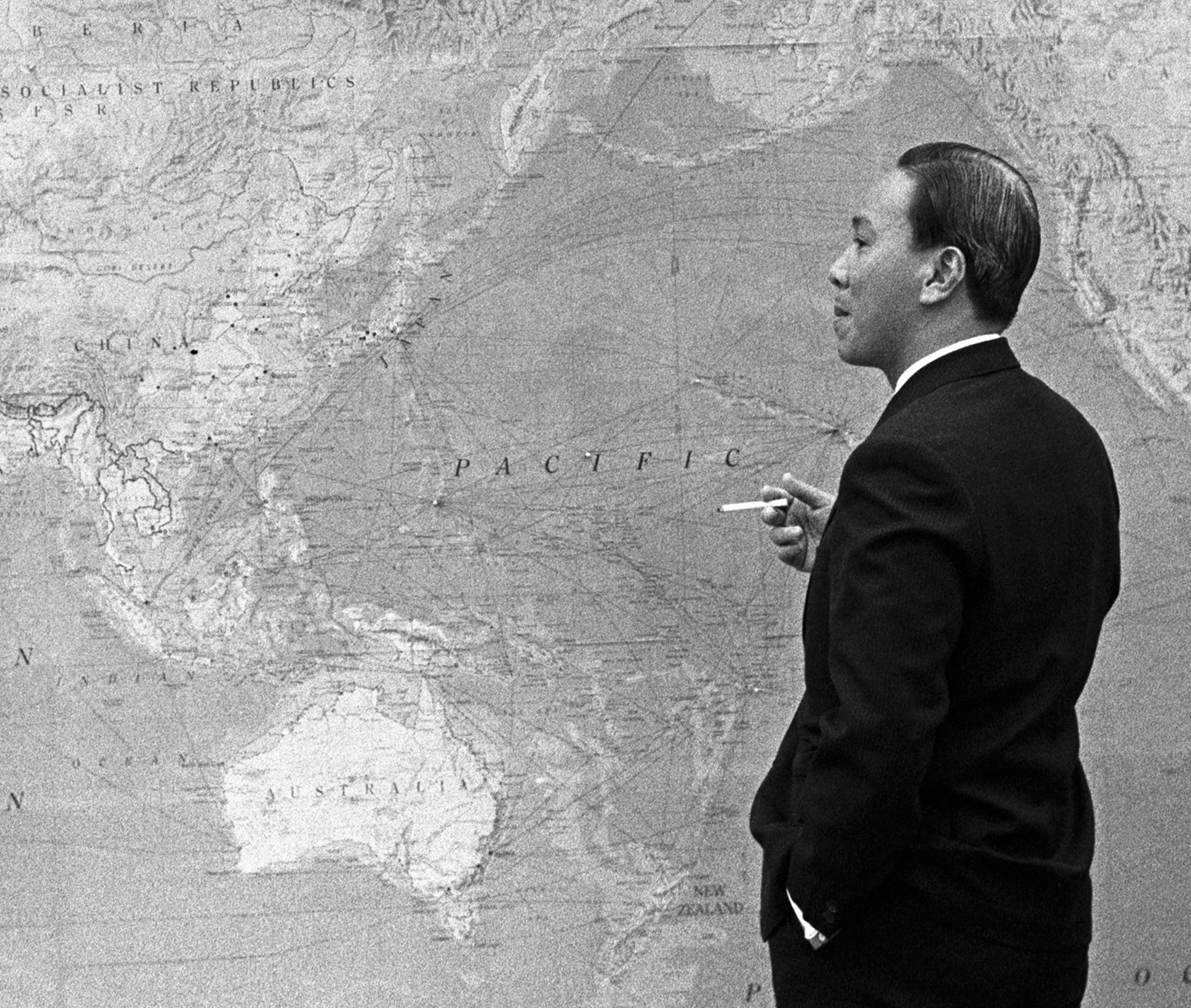
Nguyễn Văn Thiệu, photo prise en 1968 lors d'une réunion avec le président américain Lyndon B. Johnson à Hawaï.

Il rejoint initialement le Việt Minh de Hô Chi Minh mais quitte l'organisation un an plus tard pour rejoindre l'Armée nationale vietnamienne de l'État du Viêt Nam soutenu par les Français. Il monte rapidement en grade et dirige en 1954 un bataillon qui repousse les communistes de son village natal de Phan Rang. À la suite du retrait des Français, il prend la tête de l'Académie nationale militaire vietnamienne pendant quatre ans avant de devenir commandant de division.
En novembre 1960, il met en échec une tentative de coup d'État visant à renverser Ngô Đình Diệm (voir Tentative de coup d'État de 1960 en république du Viêt Nam). Peu de temps après, il se convertit au catholicisme.
En 1963, malgré cela il se joint dans le contexte de la crise bouddhiste à un coup d'État renversant Diệm, qui est assassiné. Thiệu est alors promu au rang de général.
Après le coup d'État de 1965 renversant le général Nguyên Khanh, il devient vice-président du Conseil et ministre de la Défense nationale.
Président de la république du Viêt Nam en 1967 et réélu en 1971, Thiệu obtint un important soutien des États-Unis lors de la guerre du Viêt Nam. Durant sa présidence, il a été accusé de corruption, en nommant des loyalistes plutôt que des officiers compétents dans son gouvernement pour diriger l'Armée de la république du Viêt Nam.
Alors que l'offensive des communistes nord-vietnamiens sur Saïgon est imminente, Thiệu annonça sa démission à la télévision le 21 juillet 1975 et fut contraint de s'envoler pour Taïwan quelques jours plus tard, les communistes ayant déclaré qu'ils ne négocieraient avec la République du Vietnam que si Thiệu quittait le Vietnam. Cependant, il était clair que les communistes n'étaient plus intéressés par la négociation d'un gouvernement tripartite en raison de leurs succès militaires. Il s'installera par la suite définitivement au Massachusetts (États-Unis) jusqu'à sa mort.
En 1992, il dénonça la normalisation des relations américano-vietnamiennes. Il prônait un changement de régime par des moyens pacifiques et conciliants plutôt que de replonger le pays dans la guerre civile. Il a condamné la réunification de 1976 comme une imposture communiste parce que les communistes avaient auparavant utilisé la force pour prendre le contrôle du Sud, mais il a soutenu l'idée d'un Vietnam unifié et démocratique.

## Vie privée
Il se marie en 1951 avec Nguyễn Thị Mai Anh, fille d'un riche praticien de médecine par les plantes du delta du Mékong. Son épouse l'aurait poussé à se convertir au catholicisme.